# Karl Renner
Karl Renner (Dolní Dunajovice, 14 dicembre 1870 – Vienna, 31 dicembre 1950) è stato un politico austriaco.
Socialdemocratico, fu cancelliere dal 1918 al 1920 e nel 1945. Fu Presidente dell'Austria dal 20 dicembre 1945 al 31 dicembre 1950.

## Biografia
Diciottesimo figlio in una famiglia tedesca di umili condizioni, Karl Renner nacque a Unter Tannowitz (l'attuale Dolní Dunajovice), piccolo paese della Moravia Meridionale, all'epoca facente parte dell'Impero austro-ungarico. Al termine della scuola secondaria si trasferì a Vienna dove prestò servizio militare, compì gli studi universitari e incontrò la sua futura moglie Luise Stoisits, che gli fu accanto per tutta la vita.
Laureatosi in giurisprudenza, lavorò come impiegato del Parlamento austriaco e aderì al movimento socialdemocratico, venendo eletto deputato nel 1907. Capo dell'ala destra del Partito Socialista (SPÖ), dopo il crollo dell'Impero austro-ungarico fu nominato capo della Cancelleria di Stato (ottobre 1918-giugno 1920) della Prima Repubblica Austriaca e come tale fu di fatto capo di un governo di coalizione tra socialdemocratici e cristiano-sociali. Guidò la delegazione della Repubblica Austrogermanica ai colloqui di pace conclusi dal trattato di Saint-Germain-en-Laye (1919), e fu favorevole all'unione con una Germania democratica.
Presidente del Nationalrat dal 1930 al 1933, fu incarcerato brevemente nel 1934 dopo il colpo di Stato del cancelliere Engelbert Dollfuss per le sue convinzioni favorevoli ad una unione con la Germania nazista. Tornato in libertà, nel 1938 sostenne l'annessione dell'Austria alla Germania nazista, ma negli anni successivi si allontanò dalla scena politica.
Nell'aprile 1945, dopo la liberazione dell'Austria (divisa dagli Alleati in quattro zone di occupazione: statunitense, del Regno Unito, francese e sovietica), formò un nuovo governo provvisorio indipendente da Berlino col tacito consenso dei sovietici, e il 20 dicembre dello stesso anno, dopo aver riportato in vigore la Costituzione del 1920, fu eletto presidente della (Seconda) Repubblica Federale Austriaca. Rimase in carica fino alla morte, sopraggiunta il 31 dicembre 1950.
È stato autore di diversi scritti di carattere politico ed economico e del volume di memorie An der Wende zweir Zeiten, pubblicato nel 1946.